# Coelotes indistinctus
Coelotes indistinctus är en spindelart som beskrevs av Xu och Li 2006. Coelotes indistinctus ingår i släktet Coelotes och familjen mörkerspindlar. Inga underarter finns listade i Catalogue of Life.